# Schmitter Peak
Der Schmitter Peak ist ein kleiner und 1167 m hoher Berg im ostantarktischen Mac-Robertson-Land. In den Prince Charles Mountains ragt er 7 km südwestlich des Mount Woinarski auf.
Luftaufnahmen, die 1956 und 1960 im Rahmen der Australian National Antarctic Research Expeditions (ANARE) entstanden, dienten seiner Kartierung. Das Antarctic Names Committee of Australia (ANCA) benannte ihn nach Ulrich Schmitter, Koch auf der Davis-Station im Jahr 1964.